# Воютин
Вою́тин (укр. Воютин) — село в Торчинской поселковой общине Луцкого района Волынской области Украины.
Код КОАТУУ — 0722881501. Население по переписи 2001 года составляет 752 человека. Почтовый индекс — 45645. Телефонный код — 332. Занимает площадь 32,68 км².

## Известные жители
В селе родился святой Зигмунт Фелинский (1822—1895) — католический священник, архиепископ Варшавский в 1862—1864 годах.